# Blockwirbel
Als Blockwirbel wird die teilweise oder ganze Verschmelzung (Fusion) zweier oder mehrerer Wirbelkörper bezeichnet. Die Verschmelzung kann durch eine Entwicklungsstörung bedingt (dysontogenetischer Blockwirbel) oder im Laufe des Lebens erworben sein.
Eine dysontogenetische Blockwirbelbildung findet sich zum Beispiel beim Klippel-Feil-Syndrom.
Erworbene Blockwirbel können sich z. B. nach Entzündungen der Wirbel und Bandscheiben (z. B. nach Tuberkulose), nach Trauma oder bei ausgeprägter Degeneration der Bandscheiben und angrenzenden Wirbel (Osteochondrosis intervertebralis) ausbilden.

## Weitere Wirbelkörperanomalien
- Numerische Segmentations-Anomalien (z. B. 6 statt 5 Lendenwirbel) – Übergangswirbel
- Überzählige Rippen (Halsrippe, Lumbalrippe)
- Halbwirbel
- Spaltwirbel
- Bogenschlussanomalien

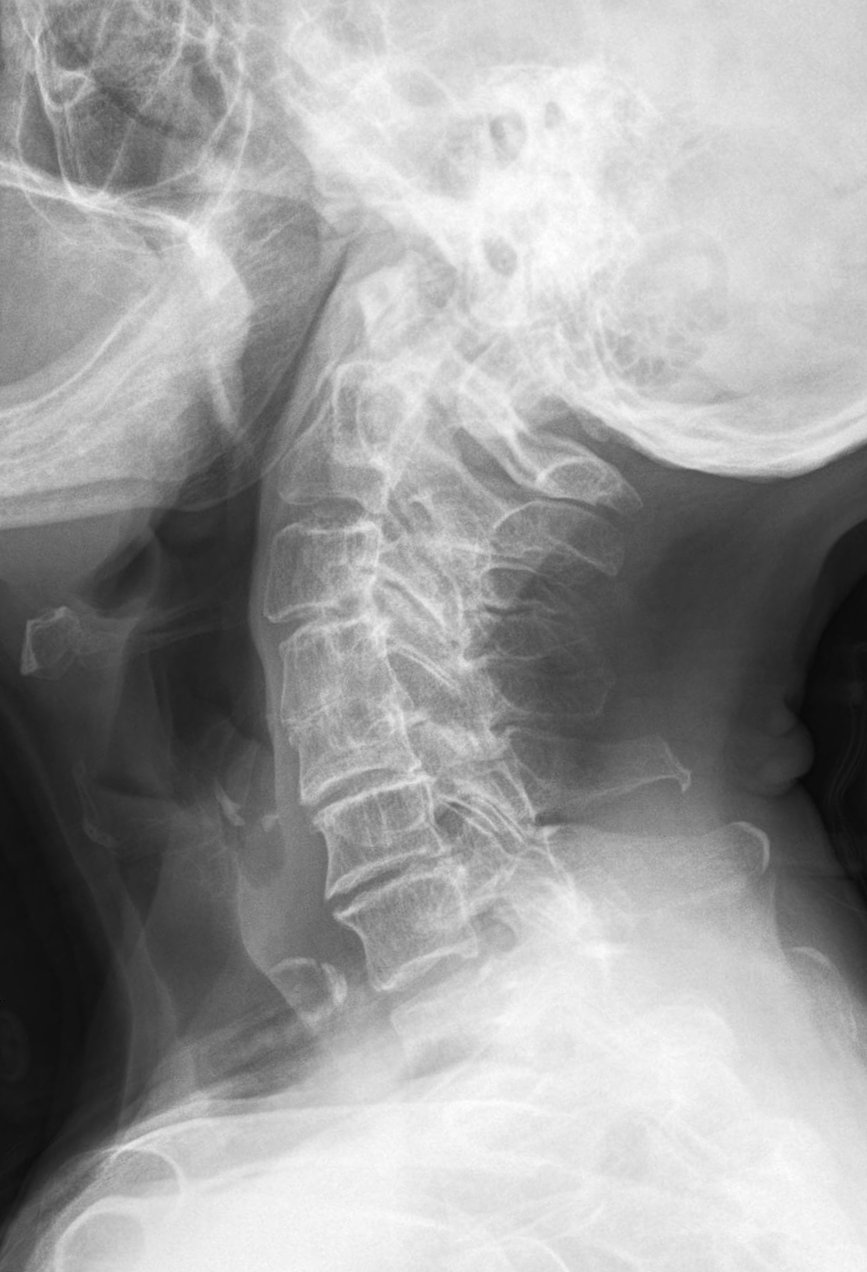
Blockwirbel an der Halswirbelsäule (HWK 4 und 5). Vom Bild her wohl auf der Basis degenerativer oder entzündlicher Veränderungen.
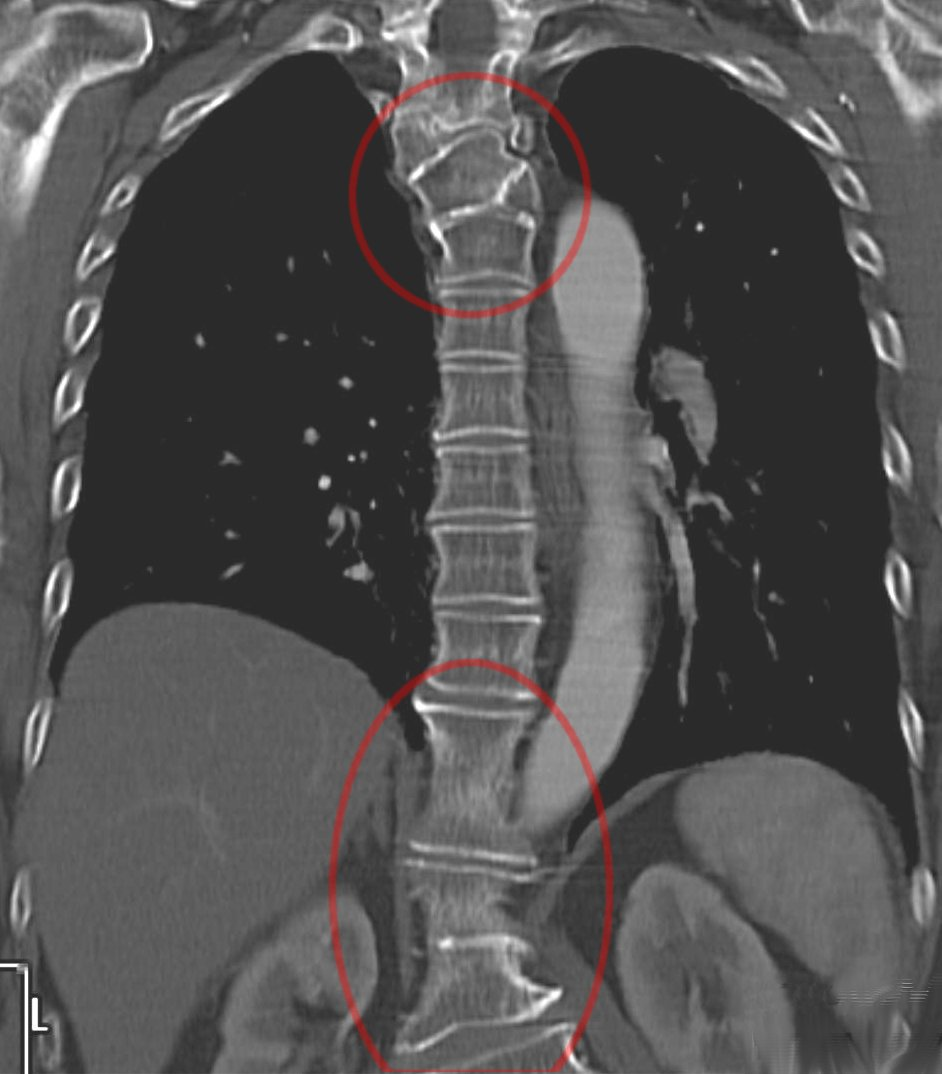
Mehrere angeborene Blockwirbel im Übergang von der Brust- zur Lendenwirbelsäule und Halbwirbel bei hemimetamerer Segmentverschiebung an der oberen Brustwirbelsäule.
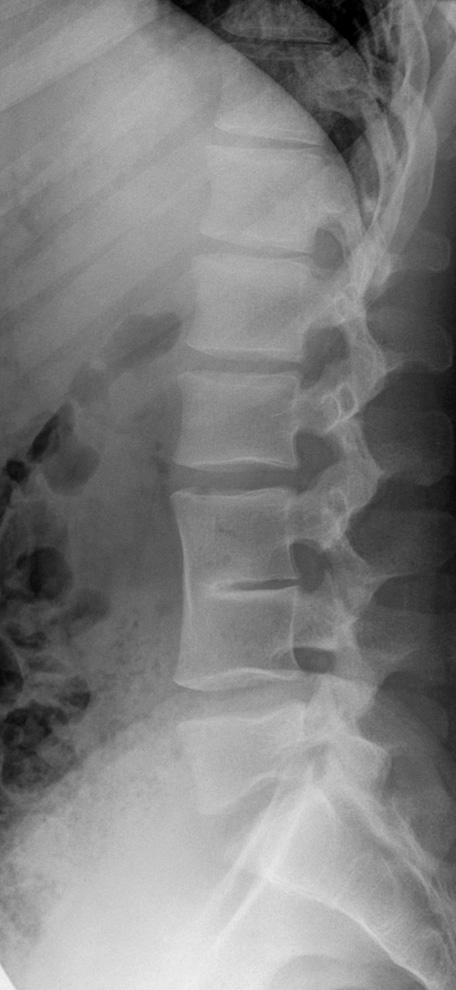
Angeborener Blockwirbel in der Lendenwirbelsäule (partiell LWK 3 und 4). Der hintere Anteil der Bandscheibe ist noch erhalten.